# Пузач Анатолій Кирилович
Анатолій Пу́зач (3 червня 1941, селище Красний Кут, АРСР Німців Поволжя, РРФСР, СРСР — 19 березня 2006, Київ, Україна) — радянський та український футболіст і тренер.  Майстер спорту. Заслужений тренер України. Увійшов до історії, як учасник першої заміни на чемпіонатах світу з футболу (1970).

## Життєпис
Перші ігри проводив за команду заводу «Прогрес» у Бердичеві. Потім виступав за «Полісся» та львівський СКА. У 1964 р. став найкращим бомбардиром української зони класу «Б», забивши 35 голів із командних 59 львівського СКА. Цього ж року львів'яни дійшли до чвертьфіналу Кубка Радянського Союзу. Восени 1964 збірна найкращих гравців класу «Б» провела товариські матчі проти «Динамо» (Київ) (1:2, 2:2) і після тих ігор швидкого нападника з гарним ударом взяли до Києва.
У першому ж чемпіонаті (1965) нападник «Динамо» зумів отримати аж дві нагороди — срібну медаль за 2-ге місце у чемпіонаті СРСР та титул чемпіона у турнірі дублерів. За правилами гравець повинен був зіграти принаймні 50 % ігор, щоб отримати медаль, а Пузач зіграв рівно по половині матчів за «основу» та «дубль». У кінці 60-х Пузач став одним з ключових гравців команди у нападі. Він грав більше на правому боці атаки і прославився швидкими ривками, несподіваними ударами без підготовки. Партнери (а в «динамівському» нападі тоді виступали, зокрема, Віталій Хмельницький, Олег Базилевич, Віктор Серебрянников, Анатолій Бишовець, Андрій Біба) цінували Анатолія Пузача за добре бачення поля та вміння віддати пас у потрібний час.
У першості 1968 Пузач став найкращим голеадором команди, забивши 11 голів. Наступного року нападник дебютував у «сборной» у товариській грі з НДР у Ляйпциґу — 25 липня 1969 року. У цьому ж матчі він відзначився першим голом.
На чемпіонаті світу з футболу 1970 у Мексиці ФІФА вперше дозволила проводити заміни протягом гри. У другому таймі матчу відкриття Мексика — СРСР (31 травня 1970) Анатолій Пузач замінив Віктора Серебрянникова й, таким чином, увійшов до історії, як учасник першої заміни на мундіалях.
Сезон 1973 став останнім у ігровій кар'єрі Пузача. Тоді в «Динамо» вже забивав новий лідер атак — Олег Блохін. У вересні 1973 року до Києва з Дніпропетровська приїхав Валерій Васильович Лобановський — у новому чемпіонаті 1974 Пузач вже входив до тренерського штабу Лобановського. До осені 1990 Анатолій Пузач був асистентом, а після від'їзду Лобановського на Близький Схід очолив «Динамо» Київ.
Перший сезон під орудою Пузача для «біло-синіх» виявився провальним — чвертьфінал Кубка Кубків УЄФА поряд з п'ятим місцем в останньому розіграші Чемпіонату СРСР і лише 1/16 розіграшу Кубка СРСР. Наступний сезон виявився своєрідним «дежавю» — вдалий виступ в Європі (чвертьфінал Кубка Європейських чемпіонів) і невдалий виступ в Україні (2 місце в чемпіонаті і лише 1/4 фіналу Кубка України). Після проваленого єврокубкового сезону в наступному сезоні і невдалого старту в чемпіонаті, Анатолія Кириловича звільнили з посади.
Анатолій Пузач повернувся до футболу після приїзду Лобановського у 1997 р. — співпраця тривала до 2001 року, коли продовжувати роботу асистентові завадили серйозні проблеми зі здоров'ям. Видатний футболіст і тренер помер після тривалої хвороби 19 березня 2006 року.

## Цікаві факти
- Анатолій Пузач — автор першого гола радянських футболістів у Кубку європейських чемпіонів. 20 вересня 1967 року в грі першого представника СРСР у цьому турнірі «Динамо» (Київ) з шотландським «Селтіком» (тодішнім володарем трофею) у Ґлазґо він відкрив рахунок вже на 3 хв. матчу. Підсумок — 2:1 на користь «динамівців».
- У сезоні 1965 року отримав дві медалі: срібло Чемпіонату СРСР і золото першість серед дублерів.

## Титули та досягнення

### Як гравця
- Чемпіон Радянського Союзу: 1966, 1967, 1968 і 1971.
- Кубок СРСР: 1966.
- Віце чемпіон СРСР: 1965, 1969, 1972, 1973.
- Учасник чемпіонату світу 1970.

### Як тренера
- Чемпіон Радянського Союзу: 1990.
- Чемпіон України: 1993.

### Державні нагороди
- Орден «За заслуги» III ст. (13 травня 2016, посмертно) — за вагомі особисті заслуги у розвитку і популяризації вітчизняного футболу, піднесення міжнародного спортивного престижу України та з нагоди 30-річчя перемоги у фінальному матчі Кубка володарів кубків УЄФА, здобутої під керівництвом головного тренера футбольного клубу «„Динамо“ Київ», Героя України Лобановського Валерія Васильовича[1]